# Juri Pawlowitsch Ischchanow
Juri Pawlowitsch Ischchanow (russisch Юрий Павлович Ишханов; * 30. Dezember 1929 in Kisljar, Dagestanische ASSR; † 23. Februar 2009 in Krasnojarsk) war ein sowjetisch-russischer Bildhauer und Hochschullehrer.

## Leben
Schon als Kind begeisterte sich Ischchanow fürs Zeichnen. Er besuchte eine Spezialartillerieschule in Jerewan. Darauf wurde er Maler- und Dekorateur-Lehrling im Theater Grosny.
1948–1953 studierte Ischchanow in Simferopol an der Samokysch-Kunstschule bei K. P. Fedschuk. Das weitere Studium in Leningrad am Repin-Institut für Malerei, Bildhauerei und Architektur schloss er 1959 ab. Seit 1958 beteiligte er sich an Ausstellungen. 1960–1964 arbeitete er in der Kreativ-Werkstatt der Akademie der Künste der UdSSR bei Nikolai Tomski.
Darauf lebte und arbeitete Ischchanow in Krasnojarsk. 1967–1977 und 1982–1986 war er Geschäftsführungsvorsitzender der Krasnojarsker Organisation der Union der Künstler der RSFSR. 1968–1992 war er Geschäftsführungssekretär für Sibirien der Union der Künstler der RSFSR.
Ab 1980 lehrte Ischchanow am Krasnojarsker Kunstinstitut. Er leitete zunächst den Lehrstuhl für Dekorative und Angewandte Kunst und ab 1987 den Lehrstuhl für Bildhauerei. 1990 wurde er zum Professor ernannt. Ab 1994 leitete er die Kreativ-Bildhauerei-Werkstatt. 1995 wurde er Vollmitglied der Russischen Akademie der Künste. Er schuf vielfältige Skulpturen und Denkmäler. Zu seinen Schülern gehörten Juri Kirejew, Galina Knjasewa, Konstantin Sinitsch und Daschi Namdakow.
Ischchanow starb am 23. Februar 2009 in Krasnojarsk und wurde auf dem Badalyk-Friedhof an der Allee der Ehrenbürger begraben.

## Ehrungen, Preise
- Preis des Komsomol der Wolga-Region (1970)[5]
- Verdienter Künstler der RSFSR (1972)[6]
- Volkskünstler der RSFSR (1980)[5]
- Ehrenbürger der Stadt Krasnojarsk (1998)[3]
- Orden der Ehre (1999)[3][7]
- Goldmedaille und Verdienstmedaille der Russischen Akademie der Künste[3]
- Ehrenurkunden des Präsidiums des Obersten Sowjets der RSFSR, des Kulturministeriums der UdSSR und RSFSR, der Union der Künstler der UdSSR und RSFSR und der Akademie der Wissenschaften der UdSSR[3]